# (5689) Rhön
(5689) Rhön es un asteroide perteneciente al cinturón de asteroides descubierto el 9 de septiembre de 1991 por Freimut Börngen y el también astrónomo Lutz Dieter Schmadel desde el Observatorio Karl Schwarzschild, en Tautenburg, Alemania.

## Designación y nombre
Designado provisionalmente como 1991 RZ2. Fue nombrado Rhön en homenaje a la gama de jóvenes montañas volcánicas que se encuentran a través de Baviera, Hesse y Turingia. Nombre propuesto por Freimut Börngen, que considera esta región como una de las más bellas de Alemania.

## Características orbitales
Rhön está situado a una distancia media del Sol de 2,755 ua, pudiendo alejarse hasta 3,065 ua y acercarse hasta 2,446 ua. Su excentricidad es 0,112 y la inclinación orbital 5,006 grados. Emplea 1671,03 días en completar una órbita alrededor del Sol.

## Características físicas
La magnitud absoluta de Rhön es 13,8. Tiene 8,651 km de diámetro y su albedo se estima en 0,086. 